# Премиер на Китайската народна република
Премиерът на Държавния съвет на Китайската народна република (на традиционен китайски: 中華人民共和國國務院總理, на опростен китайски: 中华人民共和国国务院总理, на пинин: Zhōnghuá Rénmín Gònghéguó Guówùyuàn Zŏnglĭ, българска система: Джунхуа Жънмин Гунхъго Дзунли), наричан неофициално министър-председател, оглавява Държавния съвет (или също официално Централно народно правителство) на страната.
Длъжността е учредена при провъзгласяването на Китайската народна република на 1 октомври 1949 г. Първоначалното ѝ наименование премиер на Правителствения административен съвет на Централното народно правителство (на китайски: 中央人民政府政务院总理) е сменено със сегашното през 1954 г.
Избира се за срок от 5 години от Общокитайското събрание (парламента) по предложение на председателя на Народната република (президента). Решението за издигането на неговата кандидатура за тази длъжност предварително се взима от Политбюро на Централния комитет на управляващата Китайска комунистическа партия. Той винаги е бил член на Постоянния комитет на Политбюро на ЦК на ККП – най-влиятелното звено в ККП.

## Правомощия
Премиерът отговаря за организирането и ръководството на органите на централната изпълнителна власт в страната, като министерства и правителствени служби, агенции, комитети, комисии и др. Той няма правомощия над Народната освободителната армия (въоръжените сили на КНР), въпреки че стои начело на Националния комитет за военна мобилизация.
От 1980-те години съществува разграничение на отговорностите между премиера и генералния секретар на ККП (който е и президент на страната), според което премиерът отговаря за осъществяването на правителствената политика (утвърдена от парламента) по социално-икономическото развитие и държавния бюджет на КНР, а президентът (и генсек на ККП) има за задача (допълнително към конституционните му функции на държавен глава) да осигурява политическа подкрепа, необходима за провеждането на политиката на ККП и държавата.
От 1983 година, след реформите при Дън Сяопин, премиерът на КНР се подпомага от 4 вицепремиери. Първият вицепремиер замества премиера при негово отсъствие.